# Abbaye Notre-Dame du Jardin Lez Pleurs
L'abbaye Notre-Dame du Jardin Lez Pleurs, est une ancienne abbaye cistercienne de femmes. 

## Localisation
L'abbaye était située à l'actuel lieu-dit Le Bois du Jardin, à Pleurs dans la Marne en région Grand Est (ex-région Champagne-Ardenne).

## Histoire
Cette abbaye fondée en 1224 a cessé de fonctionner en 1403. Ruinée par la guerre contre les Anglais sous le roi de France Jean II le Bon, elle fut érigée en simple prieuré desservi par un religieux de l'abbaye Notre-Dame de Jouy.
En février 1403, le duc d'Orléans Louis de France approuve l'abbé de Cîteaux Jacques de Flogny et le Chapitre général de l'Ordre qui réunissent l'abbaye de Notre-Dame du Jardin à celle de Jouy.

## Architecture et description
Aujourd'hui il ne reste qu'une butte qui était le promontoire de la vieille chapelle Ste Marie.

## Filiation et dépendances
Le Martyrologe et chartes de l'abbaye Notre-Dame du Jardin Lez Pleurs, retranscription d’un manuscrit de 1689 disponible sur Gallica, recense toutes les donations faites à l’abbaye entre 1235 et sa fermeture en 1403.